# Свобода на моретата
„Свобода на моретата“ (на английски: Freedom of the Seas) е круизен кораб, собственост и управляван от щатско-норвежката компания Royal Caribbean International.
Към момента на влизането му в строй той е най-големият пътнически кораб, построен дотогава. Гигантът достига на дължина 338,94 m, а височината му е 63,7 m. Водоизместимостта му е 154 407 тона.
Круизният кораб притежава 15 пътнически палуби. На кораба има 30 спасителни лодки. Може да превозва около 3634 пътници и 1360 души екипаж.
Построен е във Финландия. Цената му е около 800 млн. щатски долара.